# Liste der Ehrenbürger von Erlenbach am Main
Die Ehrenbürgerschaft ist die höchste Auszeichnung, die die unterfränkische Stadt Erlenbach a.Main vergeben kann. Gemäß Artikel 16 Abs. 1 der Gemeindeordnung für den Freistaat Bayern kann die Stadt Persönlichkeiten, die sich um sie besonders verdient gemacht haben, zu Ehrenbürgern ernennen.
Seit 1883 wurden folgende elf Personen zu Ehrenbürgern ernannt.
Hinweis: Die Auflistung erfolgt chronologisch nach Datum der Zuerkennung.

## Die Ehrenbürger der Stadt Erlenbach a.Main
1. Friedrich Dessloch
Revierförster
Verleihung 1883
Dessloch war von 1838 bis 1883 Erlenbacher Revierförster. Anlässlich seiner Verabschiedung wurde er zum ersten Ehrenbürger der Stadt ernannt.
2. Adam Zöller
Bürgermeister
Verleihung 1924
Zöller war von 1899 bis 1924 Erster Bürgermeister. Bei seinem Abschied aus dem Amt dankte die Stadt ihm seine Verdienste mit der Verleihung der Ehrenbürgerschaft.
3. Linus Balling
Lehrer, Gemeindeschreiber
Verleihung 1928
Balling diente 25 Jahre als Lehrer und Gemeindeschreiber in der Gemeinde Mechenhard.
4. Martin Henkel
Pfarrer
Verleihung 1951
Henkel war Pfarrer in Mechenhard.
5. Josef Fuchs
Altbürgermeister
Verleihung 1953
Fuchs war Bürgermeister der Gemeinde Streit.
6. Alois Kirchgäßner
Geistlicher Rat
Verleihung 1958
Kirchgäßner war Pfarrer in der Gemeinde Mechenhard.
7. Justin Kirchgäßner
Bürgermeister
Verleihung 1964
Kirchgäßner war von 1952 bis 1964 Erster Bürgermeister der Stadt. Aus Anlass seines Ausscheidens aus dem Amt wurden ihm die Ehrenbürgerrechte zuerkannt.
8. Walter Gammert
Kaufmann
Verleihung 1967
Gammert war Kaufmännischer Direktor der Glanzstoff AG.
9. Ottmar Sauerwein
Bürgermeister
Verleihung 1978
Sauerwein war Bürgermeister der Gemeinde Streit.
10. Alois Kirchgäßner
Bürgermeister
Verleihung 1988
Kirchgäßner war von 1964 bis 1988 Erster Bürgermeister der Stadt. Zum Ehrenbürger wurde er anlässlich seines Ausscheidens aus dem Amt ernannt.
11. Anton Wegstein
Pfarrer
Verleihung 2008
Wegstein war 38 Jahre Pfarrer in Erlenbach.
12. Bernhard Wehle
Musiker
Verleihung 2017
Wehle bereicherte das kulturelle Leben in Erlenbach
Entdecker von Alois Schmitt